# Nukleární magnetická rezonance uhlíku-13
Nukleární magnetická rezonance uhlíku-13 (13C NMR nebo uhlíková NMR) je druh NMR spektroskopie, kde je cílovým nuklidem uhlík-13 (13C); jedná se o obdobu protonové (1H) NMR - používá se ke zjišťování přítomnosti atomů uhlíku-13 v organických molekulách podobně jako protonová NMR u atomů vodíku. 13C NMR detekuje pouze 13C; 12C je v NMR neaktivní. Přestože je přibližně milionkrát méně citlivá než 1H NMR, tak se 13C NMR hojně používá při zkoumání organických a organokovových sloučenin, protože dává jednodušší spektra a lépe zopbrazuje rozdíly ve struktuře, čímž je vhodnější pro identifikaci molekul ve složitých směsích.
Spektra získaná pomocí 13C NMR postrádají kvantitativní údaje o druzích atomů navázaných na uhlíky, protože jaderný Overhauserův efekt posiluje signály uhlíkových atomů, na které se váže více vodíků více než u těch, které jich mají mnavázáno méně, a v důsledku často neúplné relaxace jader 13C (v důsledku zkrácení doby trvání experimentu) jádra s kratšími relaxačními časy vytvářejí silnější signály.
Nejrozšířenější izotop uhlíku 12C má nulový jaderný spin, není tak magneticky aktivní a nelze jej detekovat prostřednictvím NMR, 13C má spinové kvantové číslo 1/2; je ovšem méně rozšířený (1,1 %), zatímco jiná často využívaná jádra (1H, 19F, 31P) mají přirozený výskyt 100 %.

## Receptivita
13C NMR má vůči uhlíku výrazně nižší citlivost než 1H NMR vůči vodíku, což způsobuje jeho nízký přorozený výskyt (1,1 %) proti 1H (>99 %) a nižší magnetický moment jádra (0,702 oproti 2,8). Gyromagnetický poměr je přibližně čtvrtinový (6,728 284*107 rad*T−1s−1).
Nízká citlivost 13C NMR přináší ovšem i výhody ohledně jaderného Overhauserova efektu, který zvyšuje intenzitu signálů jiných než kvarterních atomů 13C.

## Chemické posuny
Nedostatky v receptivitě u 13C NMR nahrazuje vysoká citlivost signálů na chemické prostředí kolem jádra, v důsledku čehož mají chemické posuny velký rozptyl, zahrnující téměř 250 ppm, a způsobený velkou náchylností jiných jader než 1H na působení excitovaných stavů; například většina signálů v 1H NMR se objevuje v rozpětí 15 ppm. 
Jako referenční standard (s chemickým posunem za každé teploty považovaným za nulový) se v 13C používá tetramethylsilan.
Zkompilování vstupu EasyTimeline se nezdařilo:

Timeline generation failed: 2 errors found

Line 15:   at:220 align:left text:Aldehydy a ketony shift:5,-20

- Invalid attribute 'ketony' ignored.

```
 Specify attributes as 'name:value' pair(s).

```

Line 15:   at:220 align:left text:Aldehydy a ketony shift:5,-20

- Invalid attribute 'a' ignored.

```
 Specify attributes as 'name:value' pairs.

```

δ u 13C-NMR

### Spin–spinové interakce
Homonukleární spin-spinové skalární interakce se u 13C-13C běžně vyskytují pouze u vzorku se zvýšeným obsahem tohoto izotopu. Velikosti jednovazbových interakcí 1J(13C,13C) bývají 50–130 Hz, dvouvazbové 2J(13C,13C) mívají hodnoty okolo 10 Hz.
Trendy u J(1H,13C) a J(13C,13C) jsou podobné, pouze J(1H,13C) jsou v důsledku menšího magnetického momentu 13C slabší. Velikosti 1J(1H,13C) se pohybují mezi 125 a 250 Hz, u mívají hodnoty 2J(1H,13C) blízko 5 Hz a často jsou záporné.

## Provedení

### Citlivost
1. ↑  Brian E. Mann; Brian F. Taylor. ¹³C NMR data for organometallic compounds. [s.l.]: Academic Press, 1981. ISBN 9780124691506.
2. ↑  R. M. Silverstein; G. C. Bassler; T. C. Morrill. Spectrometric Identification of Organic Compounds. [s.l.]: Wiley, 1991. Dostupné online. ISBN 9780471634041.
3. ↑  Peter Atkins. Physical Chemistry. [s.l.]: Freeman, 2009.
4. ↑   The Theory of NMR - Chemical Shift [online]. [cit. 2014-01-23]. Dostupné v archivu pořízeném z originálu dne 2015-01-23.